# 花嫁は紅衣装
『花嫁は紅衣装』（はなよめはべにいしょう、原題：英語: The Bride Wore Red)は、1937年に製作・公開されたアメリカ合衆国の映画である。

## 概要
モルナール・フェレンツの未上演の戯曲『トリエステから来た娘』の映画化であり、ドロシー・アーズナーが監督、ジョーン・クロフォードと夫のフランチョット・トーンが夫妻揃って主演した。

## キャスト
- アンニ・パヴロヴィッチ：ジョーン・クロフォード
- ジュリオ：フランチョット・トーン
- ルディ・パル：ロバート・ヤング
- メイナ伯爵夫人：ビリー・バーク

## スタッフ
- 監督：ドロシー・アーズナー
- 製作：ジョーゼフ・L・マンキーウィッツ
- 脚本：テス・スレシンジャー、ブラッドベリー・フート
- 音楽：フランツ・ワックスマン
- 撮影：ジョージ・J・フォルシー
- 編集：アドリアン・フェイザン
- 美術：セドリック・ギボンズ
- 衣裳：エイドリアン
- 録音：ダグラス・シアラー

## 註釈
1. ↑  „Az ismeretlen lány”, 1934年、ブダペストのAthenaeumより出版。[3][4]英語では "The Girl From Trieste" と呼ばれる。